# Forêt d'Iwokrama
La forêt d'Iwokrama est une forêt située dans le centre du plateau des Guyanes au Guyana. D'une superficie de 3 710 km2, elle est l'une des quatre dernières forêts vierges au monde. 
Elle compte 7 000 habitants repartis dans 20 villages.
Elle se trouve à l'est de la sierra de Pacaraima.
Il y a 9 types de forêt distinctes dans la forêt d'Iwokrama.

## La Faune d'Iwokrama[3]
La forêt d’Iwokrama abrite un grand nombre d’espèces. On peut les observer dans la forêt tropicale, dans l’eau, sur terre et dans les airs. Elle compte de nombreuses espèces ; 476 d’oiseaux, 130 de mammifères, 86 espèces différentes de chauves-souris, 140 de reptiles et amphibiens, et plus de 400 de poissons. Iwokrama possède de nombreuses espèces menacées ou en voie de disparition et diverses mesures et normes ont été mises en place pour leur sauvegarde.

### Les oiseaux[3]
La forêt d'Iwokrama compte un grand nombre d'espèces d’oiseaux:
- L' agami Trompette (Nom scientifique : Psophia crepitans) ;
- L' hocco Alector (Nom scientifique : Crax alector), menacée ;
- Le  microtyran Casqué (Nom scientifique : Lophotriccus galeatus), non menacée ;
- Le  piauhau Hurleur (Nom scientifique : Lipaugus vociferans), non menaceé ;
- Le barbacou à croupion blanc (Nom scientifique : Chelidoptera tenebrosa), non menacée.

### Les mammifères[3]
Les mammifères les plus communs :
- Le  tapir du Brésil (Nom scientifique : Tapirus terrestris) ;
- Le  daguet Rouge (Nom scientifique : Mazama americana) ;
- Le  jaguar (Nom scientifique : Panthera onca) ;
- La  loutre Géante (nom scientifique : Pteronura brasiliensis).